# Sten Neikter
Sten Axel Neikter, född den 16 juni 1909 i Emmaboda, Vissefjärda församling, Kalmar län, död den 15 maj 1984 i Hammarö församling, Värmlands län, var en svensk ämbetsman.
Neikter avlade studentexamen 1928 och juris kandidatexamen vid Stockholms högskola 1934. Efter tingstjänstgöring 1934–1937 blev han extra länsbokhållare i Värmlands län 1937, extra ordinarie länsbokhållare 1940, länsbokhållare av andra klassen 1942, förste taxeringsinspektör i Kristianstads län 1944, länsbokhållare av första klassen i Värmlands län 1945, länsassessor där 1946, biträdande taxeringsintendent 1952 och taxeringsintendent i Kronobergs län 1957. Neikter var landskamrerare i Västerbottens län 1958–1963, i Östergötlands län 1963–1971 och länsråd där 1971–1974. Han blev riddare av Nordstjärneorden 1960 och kommendör av samma orden 1964.